# ترخیص کالا
ترخیص کالا یک فرایند در گمرک‌ها است که توسط صاحب کالا یا نمایندهٔ قانونی صاحب کالا (بند ب ماده ۱ قانون امور گمرکی مصوب سال ۱۳۹۰ مجلس شورای اسلامی) نزد گمرک جهت صادرات یا واردات صورت می‌گیرد و در طی آن کالا با انجام تشریفات گمرکی مربوط از اماکن گمرکی خارج می‌گردد.
فرایند ترخیص کالا شامل تهیه آماده‌سازی و ثبت اسناد و مدارک به صورت فیزیکی یا الکترونیک و محاسبه هزینه‌ها شامل مالیات، سود بازرگانی و حقوق گمرکی و دیگر تسهیلات ارائه شده به واردکنندگان و صادرکنندگان می‌باشد.

## ترخیص از گمرک
پس از رسیدن محمولات توسط وسیله حمل‌کننده کالا به گمرک، کالا در انبارهای گمرکی قرار می‌گیرد. با ارسال اسناد توسط فروشنده و دریافت اسناد توسط خریدار امکان دریافت قبض انبار و ترخیصیه کالا از شرکت حمل‌کننده توسط ترخیص کار به عنوان نماینده صاحب کالا ایجاد می‌شود.
قبل از حضور در گمرک باید تشریفات قبل از اظهار صورت بگیرد و پس از ورود اطلاعات به سامانه گمرک از طریق درگاه اینترنتی ترخیص کار به همراه اسناد کامل و وکالت نامه قانونی در گمرک حاضر می‌شود و از این پس تشریفات گمرکی شکل می‌گیرد. نوع تشریفات گمرکی با توجه به اهداف واردات کالا و صادرات کالا و نوع رویه گمرکی متفاوت است.

## رویه‌های گمرکی ترخیص کالا
با توجه به نوع هدف از واردات و صادرات هر کالایی رویه‌های متعدد گمرکی در جهت تسهیل امور و ترخیص کالا توسط هیئت وزیران تدوین شده و به وزارت امور اقتصاد و دارایی کشور و به طبع آن گمرک جمهوری اسلامی ایران ابلاغ گردیده‌است.

### ورود قطعی
واردات کالایی که به صورت دائمی و به قصد مصرف وارد کشور شود.

### ورود موقت
برای کالاهای نمایشگاهی یا کالاهای پروژه‌ای که به مبدأ بازگردانده می‌شوند از این کنوانسیون استفاده می‌گردد. کنوانسیون آ ت آ برای ورود موقت نمایشگاهی در ایران نیز به تصویب مجلس رسیده‌است. ورود موقت رویه گمرکی است که براساس آن کالاهای معینی می‌تواند تحت شرایطی به‌طور موقت به قلمرو گمرکی وارد شود. این کالاها باید ظرف مهلت معینی که گمرک ایران تعیین می‌نماید بدون اینکه تغییری در آن ایجاد شود، خارج گردد. البته تغییرات ناشی از استهلاک، از این حکم مستثنی است.

### کالای مرجوعی
کالایی که پس از ورود به گمرک نتوانسته ترخیص شود بنابراین مرجوع می‌شود.

### ترانزیت خارجی
کالایی که از مبدأیی در خارج از کشور به مقصدی در خارج از کشور می‌رود و صرفاً از خاک کشور ثالث عبور می‌کند.

### ترانزیت داخلی
در فرآیند ترانزیت داخلی کالای ترخیص نشده از گمرکی به گمرک دیگر در داخل مرز همان کشور به قصد انجام تشریفات گمرکی انتقال پیدا می کند. این امر زمانی اتفاق می‌افتد که ترخیص در گمرک اول برای آن کالا امکان پذیز نبوده باشد.

### صدور قطعی
زمانی که کالا به منظور استفاده و فروش به کشور دیگر انتقال پیدا می کنند را صدور قطعی می گویند. در این نوع از صادرات فروشنده دیگر نیاز به امضای تهدنامه جهت باز پس گیری و بازگردانی کالا ندارد.

### صدور موقت
به صادرات موقت و برگشت کالا پس از دوره‌ای صدور موقت گفته می شود. صادرات موقت یک توافق با گمرک برای کالاهایی است که به طور موقت به خارج از کشور ارسال می کنید. محموله شما به یک کشور وارد می شود و پرداخت عوارض و مالیات مربوط به ترخیص کالا برای مدتی معلق شود. عوارض و مالیات ممکن است پس از خروج کالا از کشور وارداتی بازپس گرفته شود..

### استرداد حقوق ورودی
استرداد مآخذ زمان ورود بخش نامه های در خصوص کالای وارداتی که باید صادر شود.

## ترخیص کالا در ایران
ترخیص کالا در ایران به مفهوم آماده‌سازی و ارائه اسناد و مدارکی از جمله مجوزات لازم جهت ترخیص کالا می‌باشد. مجوزات استاندارد، بهداشت، وزارت ارشاد و کانون پرورش فکری کودکان، سازمان انرژی اتمی، وزارت ارتباطات و مخابرات، مبارزه با مواد مخدر، قرنطینه مرزی و قرنطینه نباتی و هر مجوز الزامی دیگری و البته مجوز وزارت راه که به کلیه کالاهایی که با ناوگان غیر ایرانی به حمل و نقل بین‌المللی خود مبادرت کرده‌اند تعلق می‌گیرد که خود شامل پرداخت هزینه ۱۰٪ کرایه حمل کالا می‌باشد.
ترخیص کالا همچنین شامل حمل و ارسال کالا به مقصد نهایی درون مرزی می‌باشد. بسیاری از ترخیص کار ان در حوزه‌هایی چون صنایع فلزی، شیمیایی و ماشین آلات و مواد اولیه به تخصص رسیده‌اند. ترخیص کاران معمولاً در گمرکات بنادر و فرودگاه‌ها یا مناطق آزاد متمرکز و مستقر می‌شوند.

## ارزش کالای ورودی وارداتی
ارزش گمرکی کالای ورودی در همه موارد عبارت است از ارزش بهای خرید کالا در مبدأ به اضافه هزینه بیمه و حمل و نقل سیف به اضافه سایر هزینه‌هایی که به آن کالا تا ورود به اولین دفتر گمرکی تعلق می‌گیرد؛ که از روی سیاهه خرید یا سایر اسناد تسلیمی صاحب کالا تعیین می‌شود؛ و براساس برابری نرخ ارز اعلام شده توسط بانک مرکزی در روز اظهار است.